# Altiplà brasiler
L'altiplà brasiler (Planalto brasileiro, en portuguès brasiler) és una regió geogràfica extensa, que cobreix la bona part de les regions oriental, meridional i central del Brasil, ocupant més de 4,5 milions de km², més de la meitat de la superfície continental del país. Aquest altiplà és el cinquè més extens del món.
L'Altiplà brasiler és notable per la gran diversitat que presenta: existeixen diversos biomes, condicions climàtiques i tipus de sòl, així com per ser l'hàbitat de milers d'espècies d'animals i plantes.

## Subunitats
Els treballs dels geògraf Aroldo de Azevedo (1949) i Aziz Nacib Ab'Sáber (1964) van establir una divisió formal de l'altiplà, a causa de la seva enorme extensió i diversitat de característiques. Van dibuixar cinc àrees diferenciades:

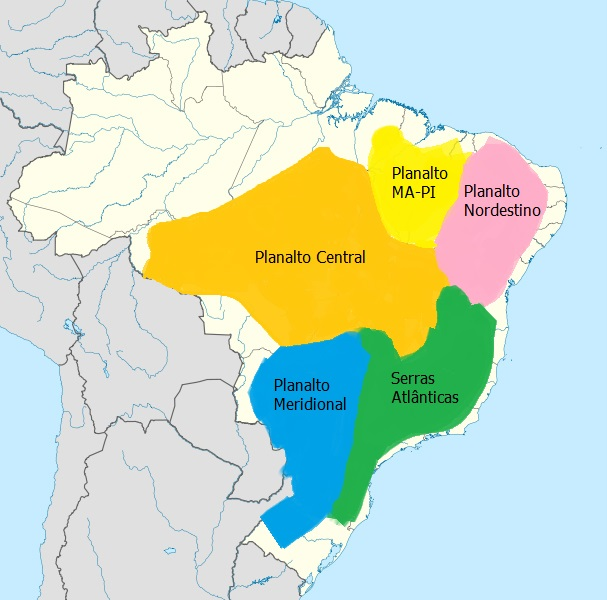
Mapa orientatiu de les divisions del Planalto Brasileiro.

### Altiplà central
S'estén pels estats de Minas Gerais, Goiás, Tocantins, Mato Grosso, Mato Grosso do Sul i el Districte Federal, tractant-se, de la secció més extensa del conjunt de l'altiplà brasiler. És format per planes sedimentàries i antigues planes cristal·lines.
Les dues característiques principals són la presència de diverses chapadas, serres amples on la part superior és planera i la vegetació típica del cerrado (un tipus de sabana comuna al Brasil).

### Altiplà del mig-nord
Se'l coneix també com conca del Parnaíba o altiplà del Maranhão-Piauí, pels estats on s'ubica (conjuntament amb el Ceará). És un altiplà del tipus conca sedimentària, d'origen paleozoic. Els seus dipòsits sedimentaris són principalment d'origen marí, ja que aquesta gran àrea va ser un mar en aquella era.

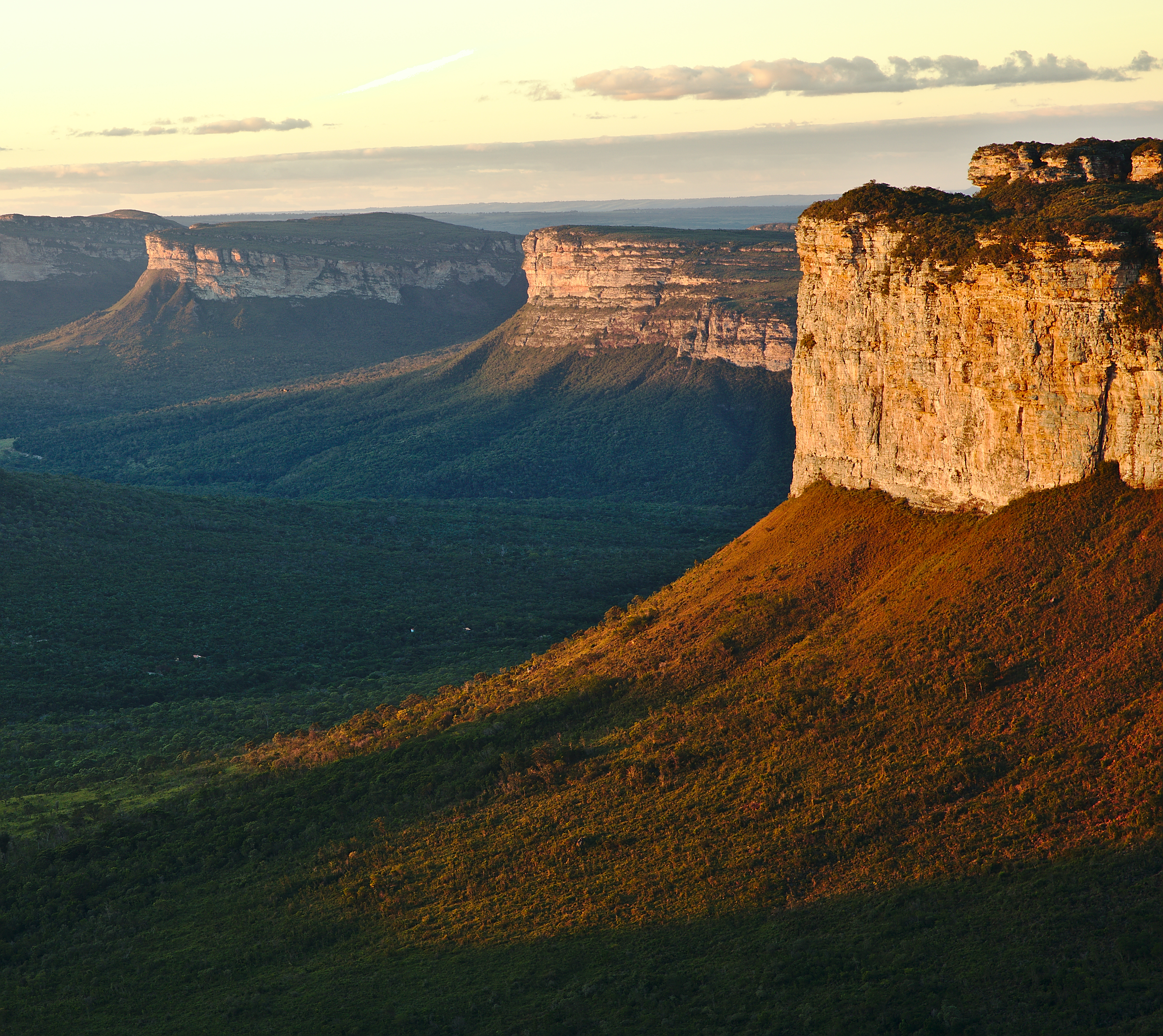
Chapadas al Parc Nacional de la Chapada Diamantina (altiplà nordestí).

### Altiplà nordestí
També anomenat altiplà de la Borborema, travessa els estats nordestins d'Alagoas, Pernambuco, Paraiba i Rio Grande do Norte. Aquest altiplà és una gran chapada, delimitada per talussos amb un desnivell mínim de 100 metres.

### Serres i altiplans atlàntics
Aquesta àrea del sud-est del país és coneguda com Mar de morros (mar de turons). Està formada per les serres més altes de l'Altiplà Brasiler i travessa pràcticament tots els estats de les regions sud i sud-est del Brasil: Santa Catarina, Paraná, São Paulo, Rio de Janeiro, Minas Gerais, Espírito Santo i endinsant-se a Bahia.

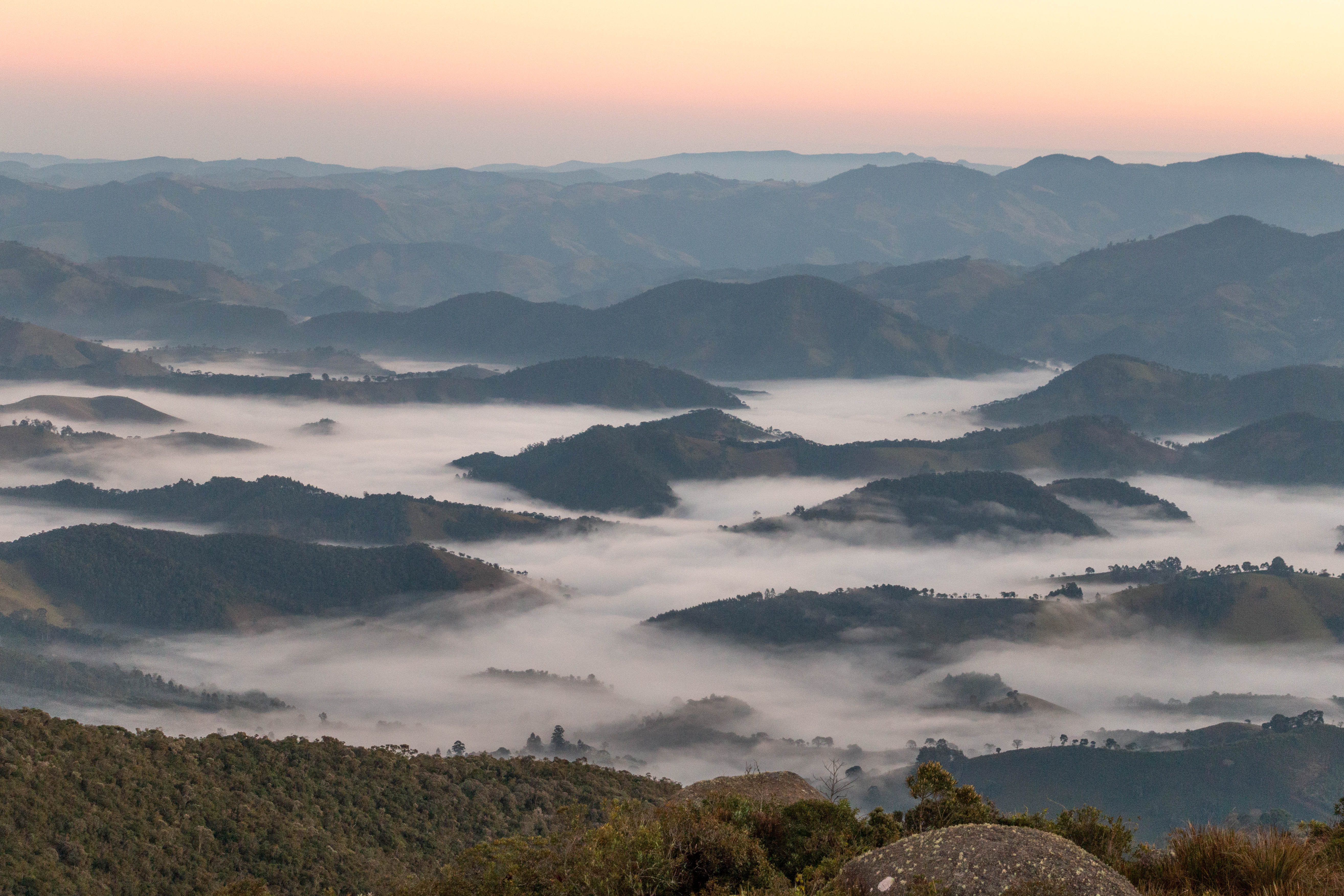
Mar de morros a la serralada de la Mantiqueira.

### Altiplà meridional
Rep també el nom d'altiplà de les araucàries, pels boscos típics de l'interior de la regió sud del país (Paraná, Santa Catarina i Rio Grande do Sul). tot i que també s'endinsa a l'Uruguai, Argentina i Paraguai.
Està formada per terres sedimentaris de gres, cobertes parcialment per vessaments basàltics que han format la terra fèrtil anomenat localment de terra roxa (terra morada, malgrat en realitat sigui de color vermell fosc) a causa de la presència de magnetita.

## Relleu

### Formació
Antics fluixos de lava basàltica van donar origen a gran part de l'altiplà. Tanmateix, el temps d'activitat geofísica dramàtica és antic i avui ja no hi ha cap activitat sísmica o volcànica significativa. L'erosió també va exercir un important paper en la formació de l'altiplà, creant extensos dipòsits sedimentaris i desgastant les muntanyes.

### Tipologia

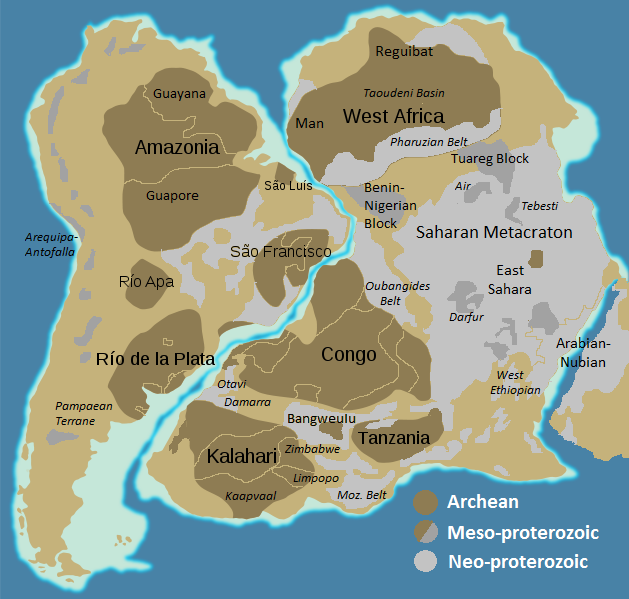
Gondwana occidental. Cratons en color marró i orogènies en gris.

#### Altiplans de plataforma
Provinents dels cratons prehistòrics, són aquells altiplans constituts per roques molt antigues, desgastades per moltes fases d'erosió, amb una gran complexitat de roques, predominant les metamòrfiques de l'era Proterozoica (són un derivat de les roques ígnies). Hi ha tres grans àrees d'aquest tipus al Brasil: l'escut guaianès, la plataforma sud-amazònica i la del São Francisco.

#### Cinturons orogènics
Els cinturons orogènics són també molt antics, del precambrià i desgastats per les fases erosives, però encara mantenen la forma de serra. Degut a diversos plecs, apareixen incursions d'altres tipus de roca - a més de les metamòrfiques - incloent les d'origen volcànic. Aquests cinturons (o cadenes) són els de l'Atlàntic, el de Brasília i el de Paraguai-Araguaia. Més petits, aïllats i amb algunes diferències, es troben casos com l'arc de Borborema (a la regió nord-est del Brasil) i l'escut Sul-Riograndense (regió sud del Brasil).

#### Conques sedimentàries
L'últim tipus d'altiplà són les conques sedimentàries: l'Amazònica, la del Parnaíba i la del Paraná. Estan constituïdes per roques sedimentàries, del Paleozoic i del Mesozoic, sorgides per dipòsits marins i continentals. La pràctica totalitat de conques sedimentàries brasileres presenten jaciments de petroli.

### Topografia

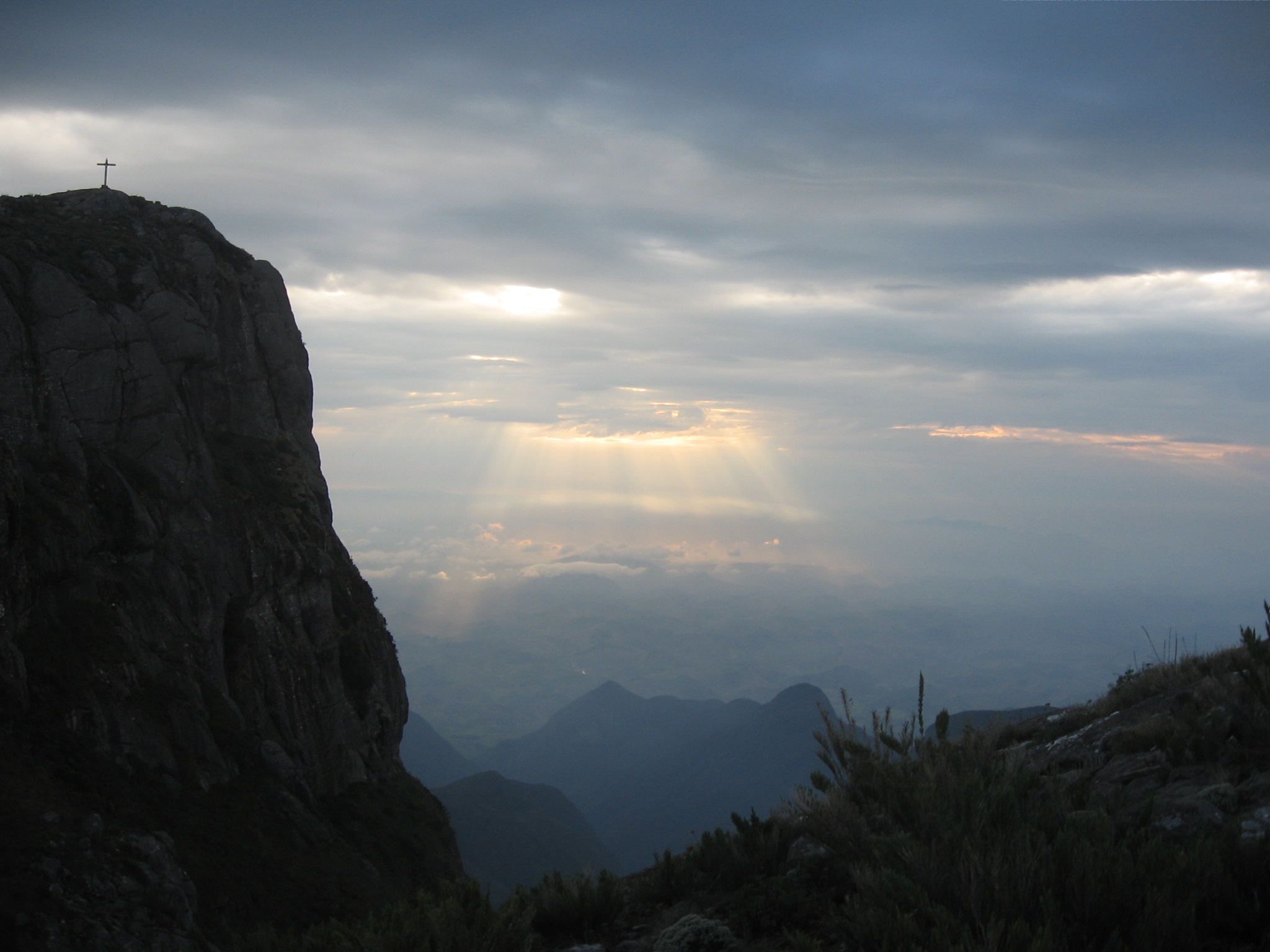
Pico da Bandeira, el cim més alt del Planalto Brasileiro.

La seva altitud és variable, entre 305 i 915 metres de mitjana. Presenta una gran erosió i està tallat per algunes serres i nombroses valls. El terreny restant, les planes, presenten vegetació diversa, des de selves i boscos a cerrado. Els altiplans estan delimitats per talussos, on el procés d'erosió supera la deposició de sediments. Poden tractar-se de muntanyes, serres, turons o chapadas.
Les principals serralades de l'Altiplà Brasiler són les que suposen el seu límit pel sud i sud-est: la Serra Geral, la Serralada del Mar i la Serra da Mantiqueira. En canvi, el cim més alt el trobem a la serra del Caparaó, rep el nom de Pic de la Bandera i fa 2.891 metres d'altitud (el tercer més alt del país).

## Altres informacions
A la capital, Brasília, s'hi troba el Palácio do Planalto, que és la seu del poder executiu. És comú referir-se al Govern del Brasil com el Planalto.